# Why Pick on Me?
Why Pick on Me? é um filme mudo em curta-metragem norte-americano de 1918, do gênero comédia, estrelado por Harold Lloyd.

## Elenco

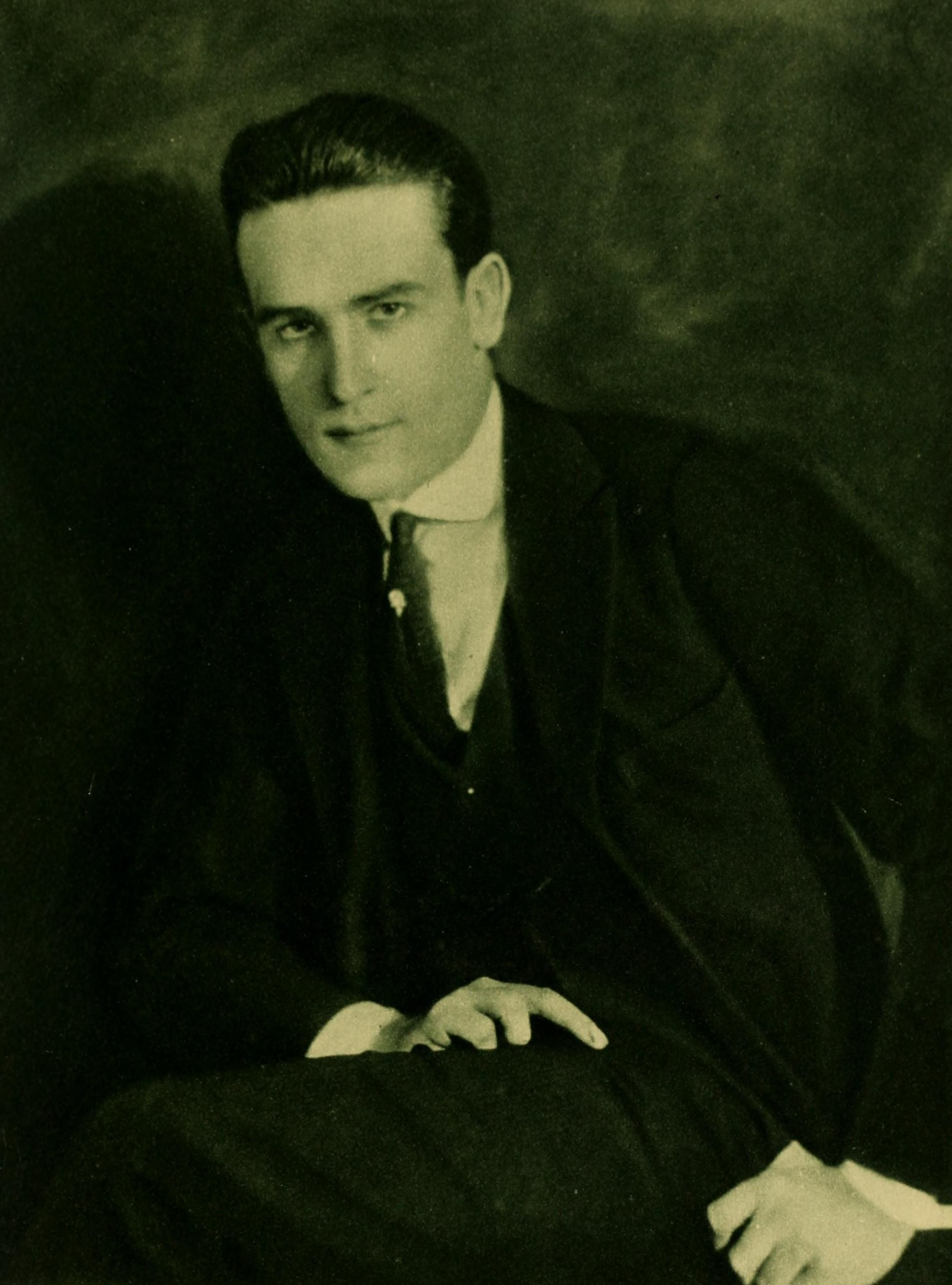
Harold Lloyd

- Harold Lloyd
- Snub Pollard
- Bebe Daniels
- William Blaisdell
- Sammy Brooks
- Harry Burns
- William Gillespie
- Helen Gilmore
- Lew Harvey
- Bud Jamison
- James Parrott